# Polom (gmina Gornji Milanovac)
Polom (cyr. Полом) – wieś w Serbii, w okręgu morawickim, w gminie Gornji Milanovac. W 2011 roku liczyła 245 mieszkańców.